# Métallure du Chinguela
Metallura odomae
Espèce
Statut de conservation UICN

 LC  : Préoccupation mineure
Statut CITES
La Métallure du Chinguela (Metallura odomae Graves, 1980) est une espèce de colibris de la sous-famille des Lesbiinae et de la tribu des Lesbiini.

## Distribution
La Métallure du Chinguela occupe une aire restreinte chevauchant l'Équateur et le Pérou.

Carte de répartition de l'espèce

## Sources
(en) « Neotropical Birds Online », Cornell Lab of Ornithology, 4 octobre 2011